# استزادة (شعر)
المستزاد عند الشعراء هو كلام زائد في آخر البيت أو آخر كل مصراع، تشترط فيه رعاية القافية وصحة المعنى.